# 2013-as olaszországi parlamenti választások
| Koalíciós listavezető    | Pier Luigi Bersani                        | Silvio Berlusconi                         | Beppe Grillo                               |
| ------------------------ | ----------------------------------------- | ----------------------------------------- | ------------------------------------------ |
| Párt neve                | Demokrata Párt                            | Szabadság Népe                            | 5 Csillag Mozgalom                         |
| Választási koalíció      | Olaszország. Közjó.                       | Jobbközép koalíció                        | Nincs koalíció                             |
| Szavazatok száma         | 10 353 275 29,55%                         | 10 074 109 29,11%                         | 8 797 902 25,55%                           |
| Mandátumok               | Képviselőház:344 / 630 Szenátus:123 / 315 | Képviselőház:125 / 630 Szenátus:117 / 315 | Képviselőház: 109 / 630 Szenátus: 54 / 315 |
| Változás %               | 7,99                                      | 17,58                                     | Nincs                                      |
| Változás a mandátumokban | 87                                        | 274                                       | Nincs                                      |

A 2013-as olaszországi parlamenti választásokat 2013. február 24.-25.-e között tartották, melynek során megválasztották az Olasz Parlament mindkét házának, a Képviselőháznak és a Szenátusnak tagjait. A választásra azután került sor, hogy 2012. december 22.-én Giorgio Napolitano köztársasági elnök feloszlatta mindkét házat.
A választásokon a balközép Olaszország. Közjó (Italia. Bene Comune) választási koalíció győzött, de egyik választási koalíciónak sem sikerült megszerezni a Szenátusban a 2005-ös olasz választási törvény által előírt 55%-os kormányzáshoz szükséges többséget, amely Olaszország történelmében addig még nem fordult elő.

## Választási rendszer
A választás a 2005-ben Roberto Calderoli Északi Liga politikusa által benyújtott választási törvény szerint zajlott le. Ez a törvény az arányos választási rendszer értelmében jött létre, amely a pártlistás szavazást teszi lehetővé. A törvény a Képviselőház tagjainak a megválasztására egyéni választókerületeket határoz meg, a Szenátus tagjait regionális alapon választják meg, a Szenátus számára létrehozott választókerületek területe azonos az adott régió területével.
A Képviselőházban az a párt vagy választási koalíció lesz a győztes, amely a kormánytöbbséghez szükséges legalább 340 mandátumot megszerzi. A Képviselőházban összesen 12 mandátumot adnak ki a külföldi választókerületnek (Circoscrizione Estero) és 1 mandátumot Valle d'Aostanak. Csak azok a választási koalíciókat illetik meg a mandátumok kiosztása, amelyek elérik a 10%-os bejutási küszöböt, az egyéni pártoknak 2%-os a bejutási küszöb.
A Szenátusban az a párt vagy választási koalíció lesz a győztes, amely a szavazatok legalább 55%-át szerzi meg, amely a kormánytöbbséghez szükséges. A Szenátusban 6 mandátumot kell biztosítani a külföldi választókerületnek (Circoscrizione Estero). A Szenátus tagjait regionális alapon választják meg, régiónként legalább 7 szenátort kell megválasztani, kivételt képez Valle d'Aosta, ahol 1 és Molise, ahol 2 szenátort kell megválasztani.
A törvény ezek mellett előírja, hogy a választási koalícióknak kötelező feltűntetni a választási jelképeket, a kormányprogramjukat emellett kötelesek megnevezni a koalíciók listavezetőjét.

## Választókerületek

### Képviselőház
1. Piemonte 1 (Torino);
2. Piemonte 2 (Cuneo, Alessandria, Asti, Novara, Vercelli, Biella és Verbano-Cusio-Ossola);
3. Lombardia 1 (Milánó);
4. Lombardia 2 (Bergamo, Brescia, Como, Sondrio, Varese és Lecco);
5. Lombardia 3 (Pavia, Lodi, Cremona és Mantova);
6. Trentino-Alto Adige;
7. Veneto 1 (Padova, Verona, Vicenza és Rovigo);
8. Veneto 2 (Velence, Treviso és Belluno);
9. Friuli-Venezia Giulia;
10. Liguria;
11. Emilia-Romagna;
12. Toszkána;
13. Umbria;
14. Marche;
15. Lazio 1 (Róma);
16. Lazio 2 (Latina, Frosinone, Viterbo és Rieti);
17. Abruzzo;
18. Molise;
19. Campania 1 (Nápoly);
20. Campania 2 (Avellino, Benevento, Caserta és Salerno);
21. Puglia;
22. Basilicata;
23. Calabria;
24. Szicília 1 (Palermo, Agrigento, Caltanissetta és Trapani);
25. Szicília 2 (Catania, Messina, Enna, Ragusa és Siracusa);
26. Szardínia;
27. Valle d'Aosta
28. Külföld (A külföldön élő olasz állampolgárok választókerülete, mely az alábbiak szerint van felosztva: Európa (ebbe beleértve Oroszország ázsiai területeit és Törökországot is), Dél-Amerika, Észak- és Közép-Amerika, Afrika, Ázsia, Oceánia és Antarktika) Ezt a körzetet a 2001-es választási törvény alapján hozták létre.[9]

### Szenátus
1. Piemonte;
2. Valle D'Aosta;
3. Lombardia;
4. Trentino-Alto Adige;
5. Veneto;
6. Friuli-Venezia Giulia;
7. Liguria;
8. Emilia-Romagna;
9. Toszkána;
10. Umbria;
11. Marche;
12. Lazio;
13. Abruzzo;
14. Molise;
15. Campania;
16. Puglia;
17. Basilicata;
18. Calabria;
19. Szicília;
20. Szardínia
21. Külföld (A külföldön élő olasz állampolgárok választókerülete, mely az alábbiak szerint van felosztva: Európa (ebbe beleértve Oroszország ázsiai területeit és Törökországot is), Dél-Amerika, Észak- és Közép-Amerika, Afrika, Ázsia, Oceánia és Antarktika) Ezt a körzetet a 2001-es választási törvény alapján hozták létre.[9]

## Választási koalíciók
| Választási koalíció neve | Választási koalíció neve | Elhelyezkedés        | Ideológia | Koalíció vezetője  |
| ------------------------ | --- | -------------------- | --- | ------------------ |
|                          | Olaszország. Közjó Koalíció tagjai: Demokrata Párt, Baloldal, Ökológia és Szabadság, Demokratikus Centrum, A Megafon – Crocetta Listája, Mérsékeltek, Olasz Szocialista Párt, Südtiroler Volkspartei, Trentinoi Tiroli Autonomista Párt, Südtiroli Zöldek és Szabad Autonómia, Ökológiai Részvétel                               | Balközép, baloldal   | Szociáldemokrácia, európapártiság, progresszivizmus, demokratikus szocializmus, környezetvédelem | Pier Luigi Bersani |
|                          | Jobbközép koalíció A koalíció tagjai: Szabadság Népe, Északi Liga, Olaszország Fivérei – Nemzeti Szövetség, Lista a Munkáért és Szabadságért, A Jobboldal, Nyugdíjasok Pártja, Nagyszerű Dél, Mérsékeltek Forradalma, Népi Megállapodás, Autonómiák Mozgalma, Népi Udvar, Szabadok egy egyenlő Olaszországért és elég az adókból | Jobbközép, Jobboldal | Konzervativizmus, liberális konzervativizmus, berlusconizmus, föderalizmus, olasz regionalizmus | Silvio Berlusconi  |
|                          | 5 Csillag Mozgalom | Harmadik utasság     | Közvetlen demokrácia, e-demokrácia, nemnövekedés, euroszkepticizmus, populizmus, ökologizmus, pártokráciaellenesség, korrupcióelleneség                                                              | Beppe Grillo       |
|                          | Montival Olaszországért Koalíció tagjai: Polgári Választás, Közép Uniója, Jövő és Szabadság Olaszországért és Külföldi Olaszok Egyesített Mozgalma | Középpártiság        | Centrizmus, európapártiság, liberalizmus | Mario Monti        |
|                          | Polgári Forradalom A koalíció tagjai: Értékek Olaszországa, Kommunista Újjászerveződés Pártja, Olasz Kommunisták Pártja, Zöldek Szövetsége, Polgári Cselekvés, Hálózat 2018, Cselekvés Új Pártja – Narancs Mozgalom | Radikális baloldal   | ökoszocializmus, szocializmus, kommunizmus, eurokommunizmus, környezetvédelem, marxizmus-leninizmus, progresszívizmus, neomarxizmus, antifasizmus, antikapitalizmus, korrupcióellenesség, pacifizmus | Antonio Ingroia    |
|                          | Cselekvés a Hanyatlás Megállítására | Jobbközép            | Liberalizmus, gazdasági liberalizmus, európapártiság | Oscar Giannino     |

## Eredmények

### Képviselőház

#### Olaszország

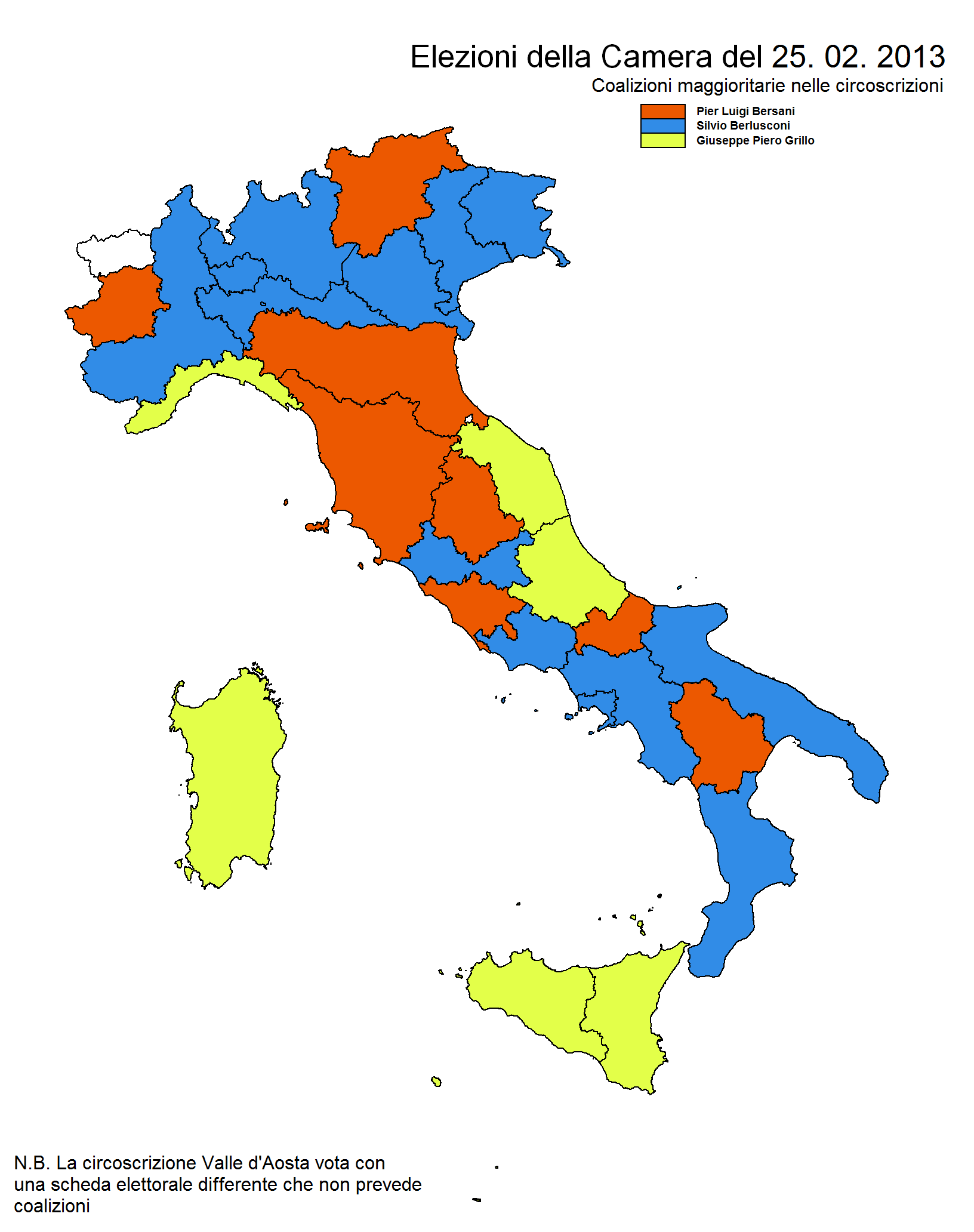
A régiónkénti győztes koalíciós listavezetők a Képviselőházi listán

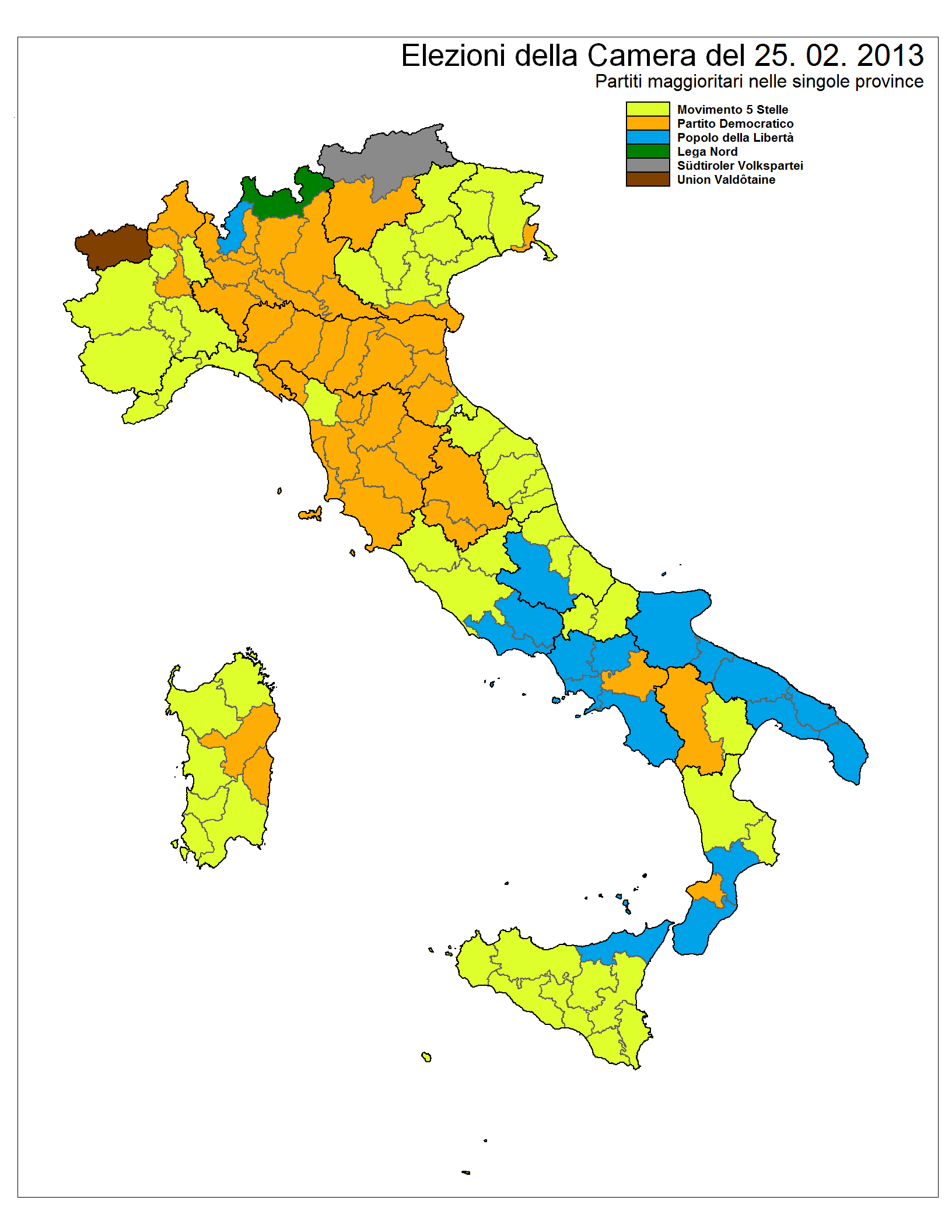
A megyénkénti győztes pártok a Képviselőházi listán

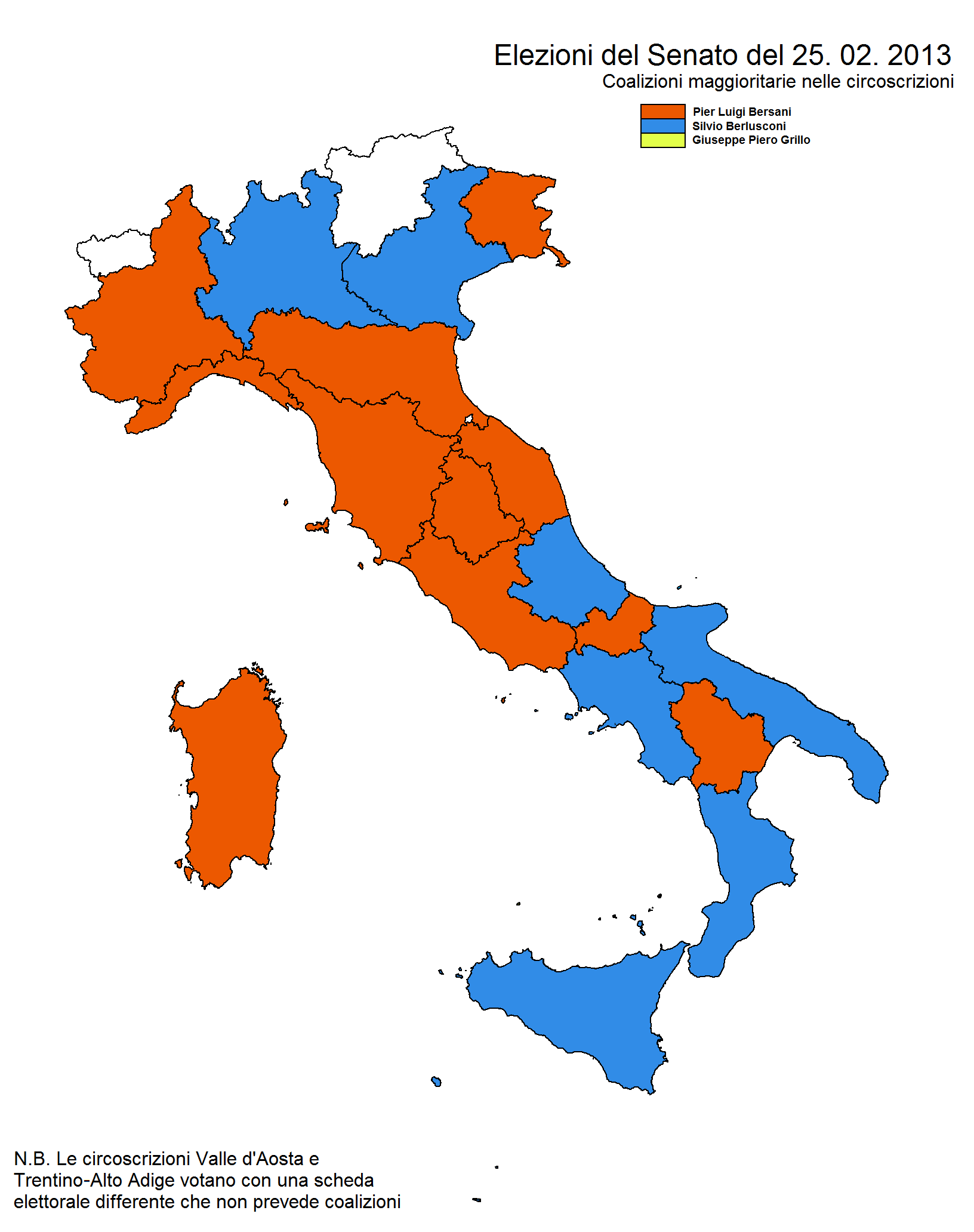
A régiónkénti győztes koalíciós listavezetők a szenátusi listán

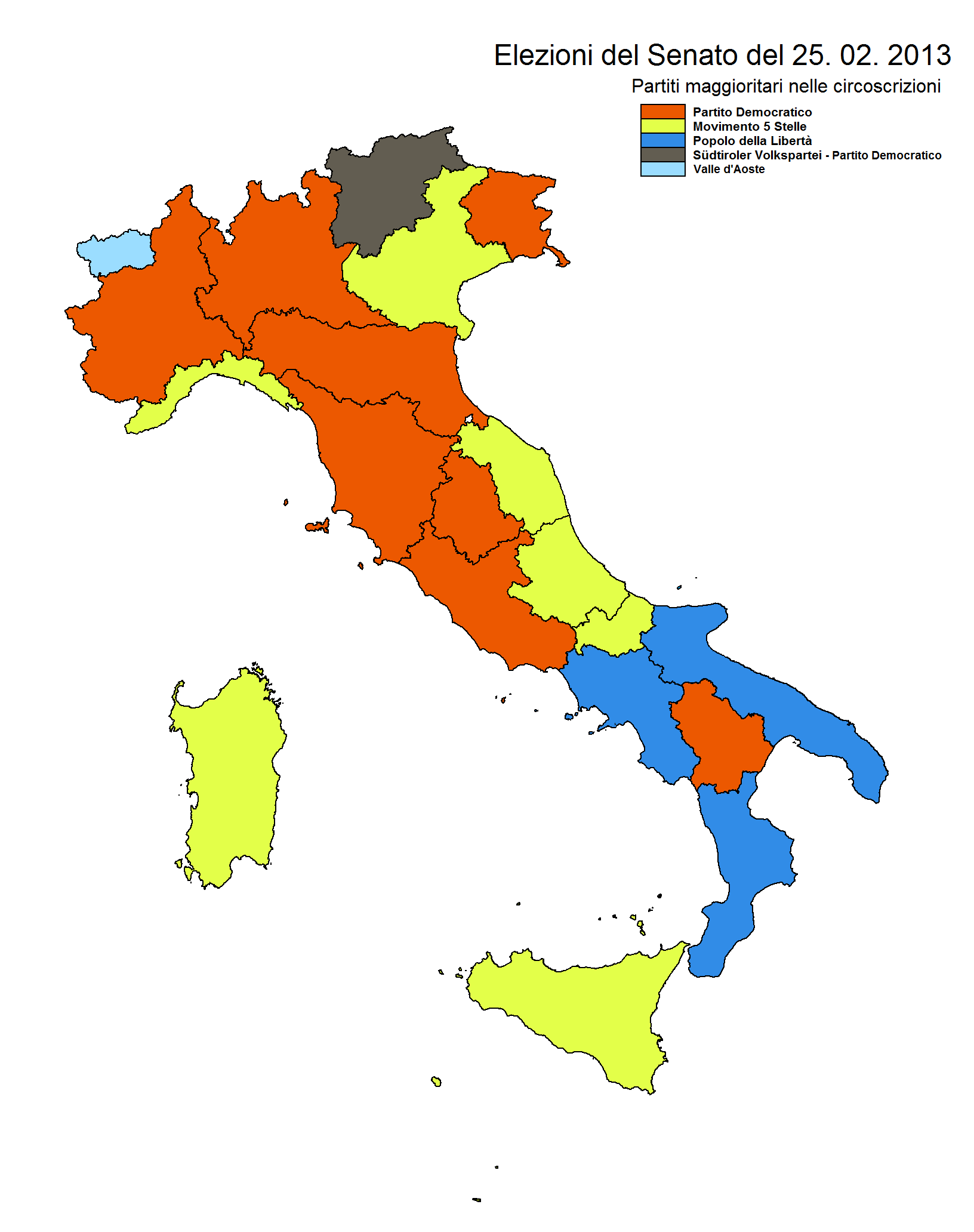
A régiónkénti győztes pártok a szenátusi listán

| Koalíciós listavezető neve | Koalíciós listavezető neve                                | Választási koalíció neve | Választási koalíció neve | Szavazatok (%) | Szavazatok száma | Mandátumok | Különbség az előző választásokhoz képest (%) | / |
| -------------------------- | --------------------------------------------------------- | ------------------------ | ------------------------ | -------------- | ---------------- | ---------- | -------------------------------------------- | - |
|                            | Pier Luigi Bersani                                        |                          |                          |                |                  |            |                                              |   |
|                            | Demokrata Párt (PD)                                       | 25,43                    | 8 646 034                | 292            | 7,76             | 81         |                                              |   |
|                            | Baloldal, Ökológia és Szabadság (SEL)                     | 3,20                     | 1 089 231                | 37             | -                | -          |                                              |   |
|                            | Demokratikus Centrum (CD)                                 | 0,49                     | 167 328                  | 6              | -                | -          |                                              |   |
|                            | Südtiroler Volkspartei (SVP)                              | 0,43                     | 146 800                  | 5              | 0,02             | 3          |                                              |   |
| Koalíció összes szavazata  | Koalíció összes szavazata                                 | 29,55                    | 10 049 393               | 340            | 8,00             | 101        |                                              |   |
|                            | Silvio Berlusconi                                         |                          |                          |                |                  |            |                                              |   |
|                            | Szabadság Népe (PdL)                                      | 21,56                    | 7 332 134                | 97             | 15,81            | 175        |                                              |   |
|                            | Északi Liga-3L (LN-3L)                                    | 4,09                     | 1 390 534                | 18             | 4,21             | 42         |                                              |   |
|                            | Olaszország Fivérei – Nemzeti Szövetség (FdI-CN)          | 1,96                     | 666 765                  | 9              | -                | -          |                                              |   |
|                            | A Jobboldal (LD)                                          | 0,65                     | 219 585                  | 0              | 1,78             | Állandó    |                                              |   |
|                            | Nagyszerű Dél – Autonómiák Mozgalma (GS-MpA)              | 0,44                     | 148 248                  | 0              | -                | -          |                                              |   |
|                            | Mérsékeltek Forradalma (MIR)                              | 0,23                     | 82 557                   | 0              | -                | -          |                                              |   |
|                            | Nyugdíjasok Pártja (PP)                                   | 0,16                     | 54 418                   | 0              | -                | -          |                                              |   |
|                            | Egyéb jobbközép jelöltek                                  | 0,09                     | 29 359                   | 0              | -                | -          |                                              |   |
| Koalíció összes szavazata  | Koalíció összes szavazata                                 | 29,18                    | 9 923 600                | 124            | 17,63            | 216        |                                              |   |
|                            | 5 Csillag Mozgalom (M5S)                                  |                          |                          |                |                  |            |                                              |   |
|                            | Beppe Grillo                                              | 25,56                    | 8 691 406                | 108            | -                | -          |                                              |   |
|                            | Mario Monti                                               |                          |                          |                |                  |            |                                              |   |
|                            | Polgári Választás (SC)                                    | 8,30                     | 2 823 842                | 37             | -                | -          |                                              |   |
|                            | Közép Uniója (UdC)                                        | 1,79                     | 608 321                  | 8              | 3,83             | 28         |                                              |   |
|                            | Jövő és Szabadság Olaszországért (FLI)                    | 0,47                     | 159 378                  | 0              | -                | -          |                                              |   |
| Koalíció összes szavazata  | Koalíció összes szavazata                                 | 10,56                    | 3 591 541                | 45             | -                | -          |                                              |   |
|                            | Antonio Ingroia                                           |                          |                          |                |                  |            |                                              |   |
|                            | Polgári Forradalom (RC)                                   | 2,25                     | 765 189                  | 0              | -                | -          |                                              |   |
|                            | Oscar Giannino                                            |                          |                          |                |                  |            |                                              |   |
|                            | Cselekvés a Hanyatlás Megállítására (FiD)                 | 1,12                     | 380 044                  | 0              | -                | -          |                                              |   |
|                            | Marco Ferrando                                            |                          |                          |                |                  |            |                                              |   |
|                            | Kommunista Munkások Pártja (PCL)                          | 0,26                     | 89 643                   | 0              | 0,29             | Állandó    |                                              |   |
|                            | Roberto Fiore                                             |                          |                          |                |                  |            |                                              |   |
|                            | Új Erő (FN)                                               | 0,26                     | 90 047                   | 0              | 0,04             | Állandó    |                                              |   |
|                            | Marco Pannella                                            |                          |                          |                |                  |            |                                              |   |
|                            | Amnesztia, Igazság, Szabadság Listája (LAGL)              | 0,19                     | 65 022                   | 0              | -                | -          |                                              |   |
|                            | Ulli Mair                                                 |                          |                          |                |                  |            |                                              |   |
|                            | Die Freiheitlichen – Német Kisebbségi Liberális Párt (DF) | 0,14                     | 48 317                   | 0              | 0,06             | Állandó    |                                              |   |
|                            | Simone Di Stefano                                         |                          |                          |                |                  |            |                                              |   |
|                            | CasaPound Olaszország (CPI)                               | 0,14                     | 47 911                   | 0              | -                | -          |                                              |   |
|                            | Luca Romagnoli                                            |                          |                          |                |                  |            |                                              |   |
|                            | Háromszínű Láng (FT)                                      | 0,13                     | 44 408                   | 0              | -                | -          |                                              |   |
|                            | Magdi Allam                                               |                          |                          |                |                  |            |                                              |   |
|                            | Szeretem Olaszországot (IAI)                              | 0,13                     | 42 603                   | 0              | -                | -          |                                              |   |
|                            | Egyebek                                                   |                          |                          |                |                  |            |                                              |   |
|                            | Egyéb listák jelöltjei                                    | 0,56                     | 176 721                  | 0              | -                | -          |                                              |   |
| Összes szavazat            | Összes szavazat                                           | Összes szavazat          | Összes szavazat          | 100,00         | 34.005.755       | 617        |                                              |   |

#### Külföld
| Koalíciós lista neve  | Koalíciós lista neve                        | Szavazatok (%) | Szavazatok száma | Mandátumok |
| --------------------- | ------------------------------------------- | -------------- | ---------------- | ---------- |
|                       | Demokrata Párt (PD)                         | 29,33          | 288 092          | 5          |
|                       | Montival Olaszországért                     | 18,39          | 180 674          | 2          |
|                       | Szabadság Népe (PdL)                        | 14,84          | 145 824          | 1          |
|                       | Külföldi Olaszok Egyesített Mozgalma (MAIE) | 14,30          | 140 473          | 2          |
|                       | 5 Csillag Mozgalom (M5S)                    | 9,68           | 95 041           | 1          |
|                       | Dél-amerikai Emigráns Olaszok Uniója (USEI) | 4,48           | 44 024           | 1          |
|                       | Olaszok a Szabadságért (IpL)                | 2,27           | 22 321           | 0          |
|                       | Baloldal, Ökológia és Szabadság (SEL)       | 1,77           | 17 375           | 0          |
|                       | Polgári Forradalom (RC)                     | 1,62           | 15 910           | 0          |
|                       | Dél-amerikai Olaszok Uniója (UIS)           | 1,17           | 11 470           | 0          |
|                       | Cselekvés a Hanyatlás Megállítására (FiD)   | 1,03           | 10 160           | 0          |
|                       | Olasz Kommunista Párt (PC)                  | 0,72           | 7 073            | 0          |
|                       | Együtt az Olaszokért (IpI)                  | 0,40           | 3 890            | 0          |
| Összes szavazat száma | Összes szavazat száma                       | 100,00         | 982.327          | 12         |

### Szenátus

#### Olaszország
| Koalíciós listavezető neve | Koalíciós listavezető neve                       | Választási koalíció neve | Választási koalíció neve | Szavazatok (%) | Szavazatok száma | Mandátumok | Különbség az előző választásokhoz képest (%) | / |
| -------------------------- | ------------------------------------------------ | ------------------------ | ------------------------ | -------------- | ---------------- | ---------- | -------------------------------------------- | - |
|                            | Pier Luigi Bersani                               |                          |                          |                |                  |            |                                              |   |
|                            | Demokrata Párt (PD)                              | 27,43                    | 8 400 161                | 105            | 5,63             | 11         |                                              |   |
|                            | Baloldal, Ökológia és Szabadság (SEL)            | 2,97                     | 912 308                  | 7              | -                | -          |                                              |   |
|                            | Demokratikus Centrum (CD)                        | 0,53                     | 163 375                  | 0              | -                | -          |                                              |   |
|                            | A Megafon – Crocetta Listája                     | 0,45                     | 138 581                  | 1              | -                | -          |                                              |   |
|                            | Olasz Szocialista Párt (PSI)                     | 0,18                     | 57 688                   | 0              | 0,68             | Állandó    |                                              |   |
|                            | Más balközép jelöltek                            | 0,04                     | 14 358                   | 0              | -                | -          |                                              |   |
| Koalíció összes szavazata  | Koalíció összes szavazata                        | 31,63                    | 9 686 471                | 113            | 6,37             | 17         |                                              |   |
|                            | Silvio Berlusconi                                |                          |                          |                |                  |            |                                              |   |
|                            | Szabadság Népe (PdL)                             | 22,30                    | 6 829 587                | 98             | 15,80            | 43         |                                              |   |
|                            | Északi Liga-3L (LN-3L)                           | 4,33                     | 1 328 555                | 17             | 3,67             | 8          |                                              |   |
|                            | Olaszország Fivérei – Nemzeti Szövetség (FdI-CN) | 1,92                     | 590 083                  | 0              | -                | -          |                                              |   |
|                            | A Jobboldal (LD)                                 | 0,72                     | 221 114                  | 0              | 1,28             | Állandó    |                                              |   |
|                            | Nyugdíjasok Pártja (PP)                          | 0,40                     | 123 457                  | 0              | -                | -          |                                              |   |
|                            | Nagyszerű Dél (GS)                               | 0,39                     | 122 100                  | 1              | -                | -          |                                              |   |
|                            | Mérsékeltek Forradalma (MIR)                     | 0,22                     | 69 649                   | 0              | -                | -          |                                              |   |
|                            | Szicíliaiak Pártja-MpA (PdS-MpA)                 | 0,15                     | 48 618                   | 0              | 0,90             | 2          |                                              |   |
|                            | Más jobbközép jelöltek                           | 0,23                     | 72 731                   | 0              | -                | -          |                                              |   |
| Koalíció összes szavazata  | Koalíció összes szavazata                        | 30,72                    | 9 405 894                | 116            | 17,30            | 52         |                                              |   |
|                            | 5 Csillag Mozgalom (M5S)                         |                          |                          |                |                  |            |                                              |   |
|                            | Beppe Grillo                                     | 23,79                    | 7 285 850                | 54             | -                | -          |                                              |   |
|                            | Mario Monti                                      |                          |                          |                |                  |            |                                              |   |
|                            | Montival Olaszországért                          | 9,13                     | 2 797 486                | 18             | -                | -          |                                              |   |
|                            | Antonio Ingroia                                  |                          |                          |                |                  |            |                                              |   |
|                            | Polgári Forradalom (RC)                          | 1,79                     | 549 995                  | 0              | -                | -          |                                              |   |
|                            | Oscar Giannino                                   |                          |                          |                |                  |            |                                              |   |
|                            | Cselekvés a Hanyatlás Megállítására (FiD)        | 0,90                     | 278 396                  | 0              | -                | -          |                                              |   |
|                            | Marco Ferrando                                   |                          |                          |                |                  |            |                                              |   |
|                            | Kommunista Munkások Pártja (PCL)                 | 0,37                     | 113 930                  | 0              | 0,18             | Állandó    |                                              |   |
|                            | Roberto Fiore                                    |                          |                          |                |                  |            |                                              |   |
|                            | Új Erő (FN)                                      | 0,26                     | 81 521                   | 0              | Állandó          | Állandó    |                                              |   |
|                            | Marco Pannella                                   |                          |                          |                |                  |            |                                              |   |
|                            | Amnesztia, Igazság és Szabadság Listája (LAGL)   | 0,20                     | 63 147                   | 0              | -                | -          |                                              |   |
|                            | Luca Romagnoli                                   |                          |                          |                |                  |            |                                              |   |
|                            | Háromszínű Láng (FT)                             | 0,17                     | 52 105                   | 0              | -                | -          |                                              |   |
|                            | Magdi Allam                                      |                          |                          |                |                  |            |                                              |   |
|                            | Szeretem Olaszországot (IAI)                     | 0,13                     | 40 781                   | 0              | -                | -          |                                              |   |
|                            | Simone Di Stefano                                |                          |                          |                |                  |            |                                              |   |
|                            | CasaPound Olaszország (CPI)                      | 0,13                     | 40 538                   | 0              | -                | -          |                                              |   |
|                            | Egyebek                                          |                          |                          |                |                  |            |                                              |   |
|                            | Egyéb listák jelöltjei                           | 0,91                     | 221 431                  | 0              | -                | -          |                                              |   |
| Totale                     | Totale                                           | Totale                   | Totale                   | 100,00         | 30.617.545       | 301        |                                              |   |

#### Külföld
| Koalíciós lista neve  | Koalíciós lista neve                        | Szavazatok(%) | Szavazatok száma | Mandátumok |
| --------------------- | ------------------------------------------- | ------------- | ---------------- | ---------- |
|                       | Demokrata Párt(PD)                          | 30,69         | 274 732          | 4          |
|                       | Montival Olaszországért                     | 19,81         | 177 402          | 1          |
|                       | Szabadság Népe (PdL)                        | 15,19         | 136 052          | 0          |
|                       | Külföldi Olaszok Egyesített Mozgalma (MAIE) | 13,43         | 120 290          | 1          |
|                       | 5 Csillag Mozgalom (M5S)                    | 10,00         | 89 562           | 0          |
|                       | Dél-amerikai Emigráns Olaszok Uniója (USEI) | 4,26          | 38 223           | 0          |
|                       | Olaszok a Szabadságért (IpL)                | 1,70          | 15 260           | 0          |
|                       | Polgári Forradalom (RC)                     | 1,57          | 14 134           | 0          |
|                       | Dél-amerikai Olaszok Uniója (UIS)           | 1,20          | 10 811           | 0          |
|                       | Cselekvés a Hanyatlás Megállítására (FiD)   | 0,88          | 7 892            | 0          |
|                       | Olasz Kommunista Párt (PC)                  | 0,84          | 7 578            | 0          |
|                       | Együtt az Olaszokért (IpI)                  | 0,36          | 3 223            | 0          |
| Összes szavazat száma | Összes szavazat száma                       | 100,00        | 895.159          | 6          |

## Mandátumok

### Képviselőház

Képviselőházban kiosztott mandátumok

A 16. parlamenti ciklusban az alábbi módon lettek kiosztva a mandátumok:
| Választási koalíciók | Választási koalíciók | Mandátumok     |
| -------------------- | --- | -------------- |
|                      | Demokrata Párt Baloldal, Ökológia és Szabadság Demokratikus Közép Südtiroler Volkspartei Összes mandátum Olaszország. Közjó | 297 37 6 5 345 |
|                      | Szabadság Népe Északi Liga Olaszország Fivérei – Nemzeti Szövetség Összes mandátum Jobbközép Koalíció                       | 98 18 9 125    |
|                      | 5 Csillag Mozgalom | 109            |
|                      | Polgári Választás Közép Uniója Montival Olaszországért Összes mandátum Montival Olaszországért                              | 37 8 2 47      |
|                      | Külföldi Olaszok Egyesített Mozgalma                                                                                        | 2              |
|                      | Autonomie Progrès Fédéralisme                                                                                               | 1              |
|                      | Dél-amerikai Emigráns Olaszok Uniója                                                                                        | 1              |
| Összes mandátum      | Összes mandátum | 630            |

### Szenátus

Szenátusban kiosztott mandátumok

A Szenátusban az alábbi módon lettek kiosztva a mandátumok:
| Választási koalíciók | Választási koalíciók | Mandátumok    |
| -------------------- | --- | ------------- |
|                      | Demokrata Párt Baloldal, Ökológia és Szabadság A Megafon – Crocetta Listája Demokrata Párt-Südtiroler Volkspartei Összes mandátum Olaszország. Közjó | 109 7 1 6 123 |
|                      | Szabadság Népe Északi Liga Nagyszerű Dél Szabadság Népe-Északi Liga Összes mandátumJobbközép Koalíció                                                | 98 17 1 117   |
|                      | 5 Csillag Mozgalom | 54            |
|                      | Montival Olaszországért | 19            |
|                      | Vallee d'Aoste | 1             |
|                      | Külföldi Olaszok Egyesített Mozgalma | 1             |
| Összes mandátum      | Összes mandátum | 315           |

## A szavazás területi sajátosságai
A választási eredmények területi sajátosságai a képviselőházi mandátumok kapcsán mondható el:

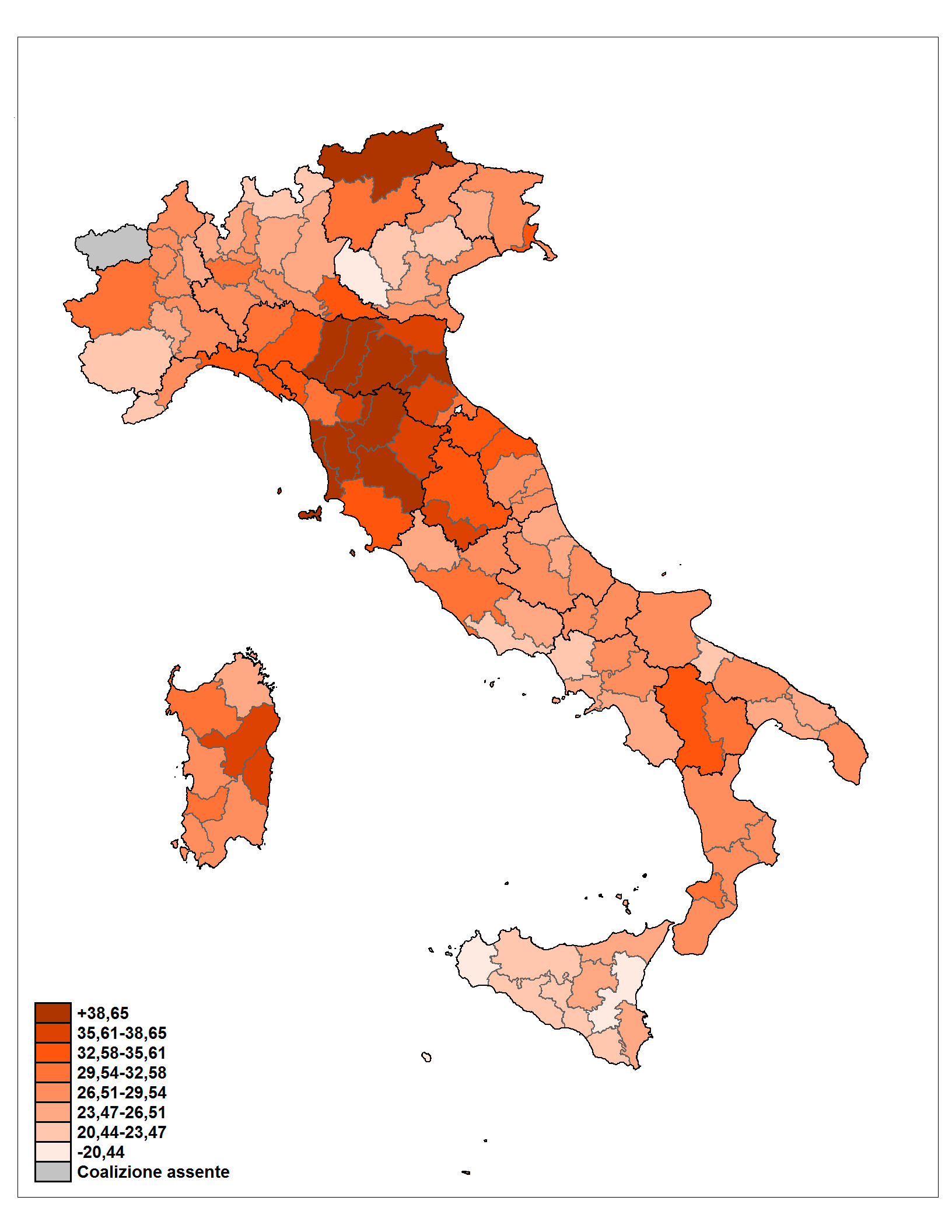
Balközép koalíció eredményei
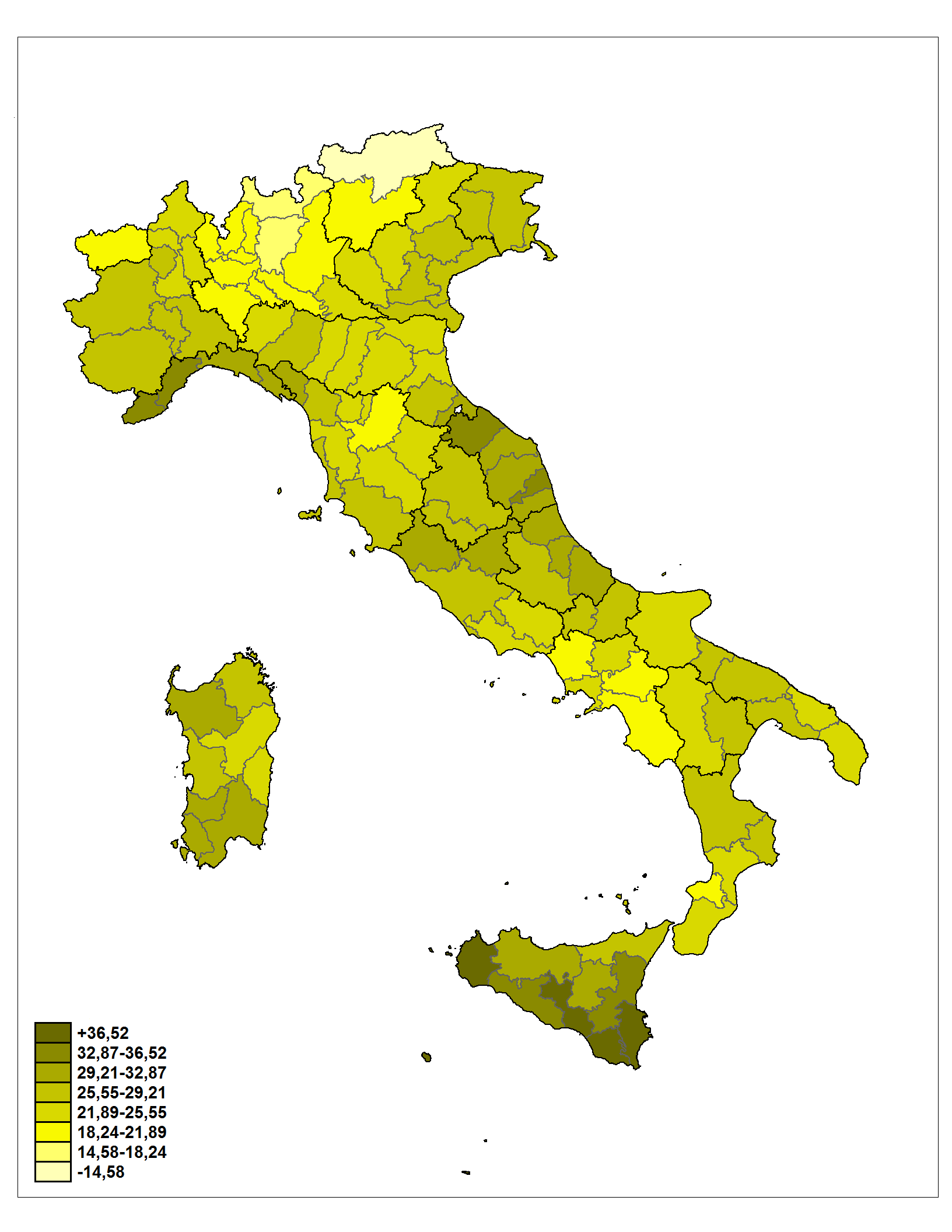
5 Csillag Mozgalom eredményei
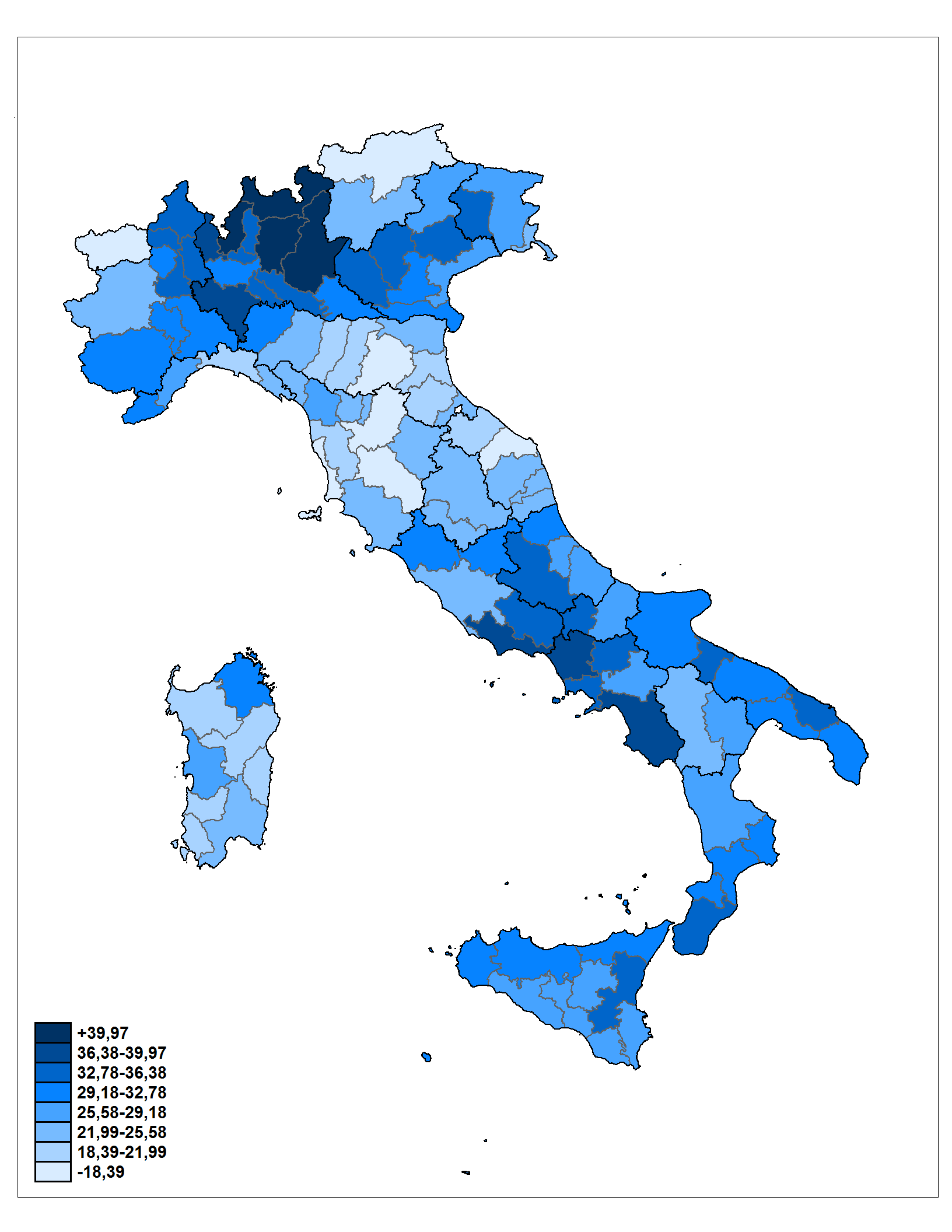
Jobbközép koalíció eredményei
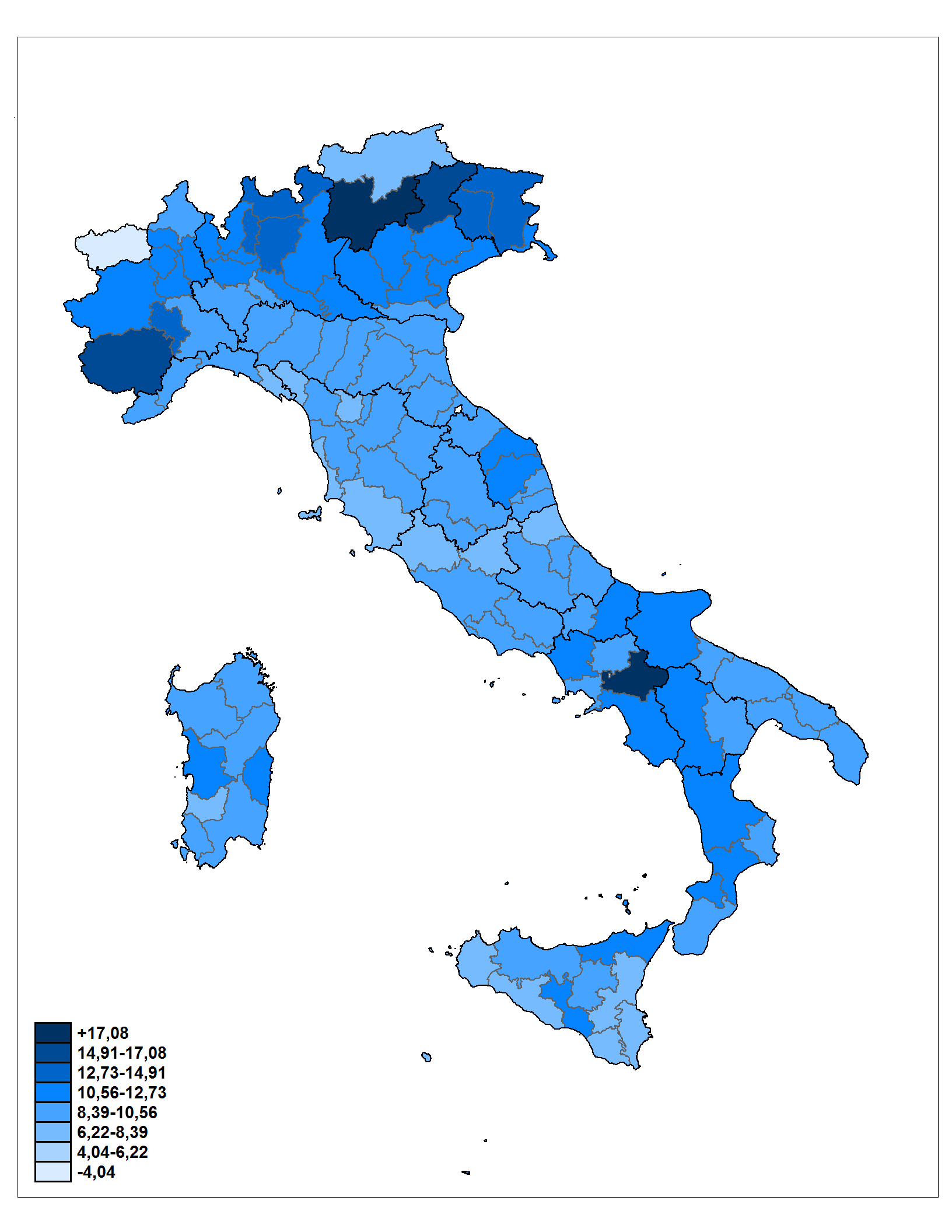
Montival Olaszországért eredményei

A választásokon először szereplő 5 Csillag Mozgalom több tartományban is sikert aratott: Liguriában, Marcheben és Szicíliában a szavazatok több mint 30%-át szerezte meg, Abruzzoban 28,4% és Szardínián a szavazatok 28,7%-át szerezte meg.
A balközép Pier Luigi Bersani által vezetett Olaszország. Közjó koalíció a legjobb eredményeit Trentino-Alto Adige és az úgynevezett vörös régiókban (Emilia-Romagna, Toszkána és Umbria) érte el, ahol a szavazatok több mint 40%-át szerezte meg. Jó eredményeket ért el a koalíció Basilicata, Liguria és Marche régiók esetében, itt a szavazatok több mint 30%-át szerezte meg. Szardínián a szavazatok kevéssel maradtak el a 30%-tól.
A jobbközép Silvio Berlusconi vezette koalíció a legjobb eredményeit Campania és Lombardia régiókban aratta, ahol a szavazatok több mint 35%-át elérte. Calabriaban, Lazioban, Pugliaban, Venetoban és Szicíliában a szavazatok több mint 30%-át szerezte meg, Abruzzoban a szavazatok kevéssel maradtak el a 30%-tól.
A Mario Monti által vezetett Montival Olaszországért koalíció Friuli-Venezia Giulia és Trentino-Alto Adige régiók esetén a szavazatok több mint 13%-át érte el. Basilicata, Calabria és Campania régiók esetében a szavazatok 10%-át szerezte meg.

## Fordítás
- Ez a szócikk részben vagy egészben  az   Elezioni politiche italiane del 2013 című olasz Wikipédia-szócikk ezen változatának fordításán alapul.  Az eredeti cikk szerkesztőit annak laptörténete sorolja fel. Ez a jelzés csupán a megfogalmazás eredetét és a szerzői jogokat jelzi, nem szolgál a cikkben szereplő információk forrásmegjelöléseként.